# 야마모토 미즈키
야마모토 미즈키(일본어: 山本 美月 やまもと みづき[*]/Mizuki Yamamoto, 1991년 7월 18일 ~ )는 일본의 여자 패션모델, 배우다.
후쿠오카현 출신. INCENT 소속이다. 키는 167cm(5 ft 6 in)에다가 몸무게는 44kg(97 lb)이다.

## 내력
고교 3학년이던 2009년 7월에 《도쿄 수퍼 모델 콘테스트》 제1회에 출장해, 《CanCam》, 《PS》, 《AneCan》, 《Oggi》의 네 여성지의 합동 개최였던 이 대회에서 그랑프리를 획득, 100만 엔의 상금과 한 잡지의 표지를 장식하는 것이 결정. “CanCam상”을 받은 것으로부터 《CanCam》으로 정해져, 이 잡지의 인기 모델이었던 니시야마 마키, 토쿠자와 나오코와 함께 12월호 표지에 등장, 전속 모델이 된다. 이것이 데뷔가 되었다.
2011년 중반에는 텔레비전 드라마 《행복해지자》에 출연해, 처음이 되는 배우 활동을 한다. 이어 2012년에는 영화 《키리시마, 동아리 활동 그만둔대》에 출연. 첫 영화 출연이 되었다.
텔레비전 드라마 《SUMMER NUDE》에의 출연 등이 주목을 모은 2013년에는, 단독 표지를 장식한 《CanCam》 10월호의 지면에서 42페이지에 해당하는 특집을 받는다. 2015년에는 《도쿄 PR 우먼》으로 영화 첫 주연.

## 인물
후쿠오카현에서 태어났다. 후쿠오카시 주오구 내의 〈토리카이〉 지구에서 자랐다. 치쿠시 여학원 중학교·고등학교를 졸업. 고교 시절에는 연극부에 소속해 있었다. 고교 졸업과 동시에 메이지 대학에 진학. 농학부(생명 과학과)에 재적. 할아버지가 고등학교의 생물 교사로, 농학부라는 선택은 그 연으로부터라고 한다. 2014년에 졸업.

## 출연

### 드라마
- 행복해지자 제6 ~ 7화 (2011년 5월 23일 ~ 30일, 후지 TV) - 키리시마 에미 역
- 100만 번의 〈I love you〉 (2011년 11월 22일 ~ 전 4화, DOR@MO) - 키무라 쇼코 ※Web 드라마
- THE QUIZ (2012년 9월 1일, 닛폰 TV) - 아리사토 히토미 역
- 닥터-X~외과의·다이몬 미치코~ (2012년 10월 18일 ~ 12월 13일, TV 아사히) - 코이케 리에 역
- Piece 제10 ~ 11화 (2012년 12월 8일 ~ 15일, 닛폰 TV) - 쿠미 역
- SUMMER NUDE (2013년 7월 8일 ~ 9월 16일, 후지 TV) - 호리키리 아오이 역
- 안도로이도~A.I.Knows LOVE?~ (2013년 10월 13일 ~ 12월 15일, TBS) - 쿠리야마 카오루 역
- 내가 있었던 시간 (2014년 1월 8일 ~ 3월 19일, 후지 TV) - 무라야마 히나 역
- 아오이 호노오 (2014년 7월 18일 ~ 9월 26일, TV 도쿄) - 모리나가 톤코 역
- 아버지의 등 제2화 (2014년 7월 20일, TBS) - 타카죠 아리사 역
- 기묘한 사랑 이야기-THE AMAZING LOVE STORY- 〈사랑하는 에스퍼〉 (2014년 7월 31일 ~ 전 4화, UULA) - 주연·나나 역 ※Web 드라마
- 오늘부터 히트맨 (2014년 10월 1일 ~ 전 4화, BeeTV) - 치나츠 역 ※Web 드라마
- 지옥 선생 누~베~ (2014년 10월 11일 ~ 12월 13일, 닛폰 TV) - 하즈키 이즈나 역
- 64 (2015년 4월 18일 ~ 5월 16일, NHK) - 시오리 역
- 사랑하는 사이 (2015년 7월 20일 ~ 9월 14일, 후지 TV) - 토미나가 미레이 역
- 음양사 (2015년 9월 13일, TV 아사히)
- 기묘한 이야기 25주년 기념! 가을 2주 연속 SP~영화 감독 편~ 〈행복을 옮기는 안경〉 (2015년 11월 28일)
- 필살사업인 2015 (2015년 11월 29일, TV 아사히)
- 임상범죄학자 히무라 히데오의 추리 (2016년 1월 ~ 3월, 닛폰 TV) - 아케미 역
- HOPE~기대 제로의 신입 사원~ (2016년 7월 ~ 9월, 후지 TV) - 카즈키 아카네 역
- 우주의 일 제8화 (2016년 9월, Amazon 프라임 비디오)
- 농구도 사랑도, 하고 싶어 (2016년 9월 19일 ~ 21일, 후지 TV) - 하토리 사에 역
- 용사 요시히코와 인도하는 7인 제4화 (2016년 10월 28일, TV 도쿄)
- 거짓말의 전쟁 (2017년 1월 ~ 3월, 칸사이 TV) - 니시나 카에데 역

### 영화
- 키리시마, 동아리 활동 그만둔대 (2012년, 쇼게이트) - 이이다 리사 역
- 절규 학급 (2013년, 토호 영상 사업부) - 요미 역
- 남자 고교생의 일상 (2013년, 쇼게이트) - 야나긴 역
- 극장판 HUNTER×HUNTER -The LAST MISSION- (2013년, 토호)
- 흑집사: 악마와의 계약 (2014년, 워너 브라더스 영화) - 린 역
- 도쿄 난민 (2014년, 팬텀 필름) - 카와베 루이 역
- 죠시즈 (2014년, 킹레코드) - 콘노 스미레 역
- 근거리 연애 (2014년, 토호 영상 사업부) - 나나미 키쿠코 역
- 오노데라의 남동생·오노데라의 누나 (2014년, 쇼게이트) - 오카노 카오루 역
- 피카츄와 포켓몬 음악대 (2015년, 토호) - 내레이션
- 도쿄 PR 우먼 (2015년, BS-TBS) - 주연·미사키 레나 역
- Mr.맥스맨 (2015년, KATSU-do) - 츠지무라 유코 역
- 나는 스님. (2015년, 팬텀 필름) - 오치 쿄코 역
- 사다코 대 카야코 (2016년, KADOKAWA) - 주연·유리 역
- 소녀 (2016년, 토에이) - 쿠사노 아츠코 역
- Bros.맥스맨 (2017년, KATSU-do) - 츠지무라 유코 역
- 피치걸 (2017년, 쇼치쿠) - 주연·아다치 모모 역
- 우죄 (2017년)
- 작년 겨울, 너와 이별 (2018년) - 주연·마츠다 유리코 역
- 페이블 (2019년) - 주연·미사키 역
- 실 (2020년) - 타카키 레이코 역
- 신해석 삼국지 (2020년) - 소교 역
- 기괴도 (2023년) - 소노다 타마키 역

### 무대
- 괴담·가짜 접시 저택 (2014년 6월 19일 ~ 23일, 아오야마 극장) - 오키쿠 역

### CM
- 트렌드 마이크로
  - 바이러스 버스터 2011 클라우드 (2010년 ~ )
  - 바이러스 버스터 2012 클라우드 (2011년 ~ )
- ABC MART (2010년 ~ )
- 쇼가쿠칸 〈CanCam〉 (2010년 ~ )
- 사만사 타바사 재팬 리미테드 (2011년 ~ )
- 오리엔탈 랜드 도쿄 디즈니시 (2011년 ~ )
- 이토엔
  - Stylee Sparkling (2012년 ~ )
  - 헬시 루이보스 티 (2013년 6월 ~ )
- DeNA 신격의 바하무트 (2012년 ~ )
- 산게츠 (2013년 ~ )
- 코로나 nanorefre (2013년 12월 ~ )
- 세키스이 하우스 ShaMaison (2013년 12월 ~ )
- 프로토 코포레이션 Goo (2013년 12월 ~ )
- Sumzap 〈전국 염무 -KIZNA-〉 (2014년 3월 ~ )
- 카오 Essential (2014년 8월 ~ )
- 시오노기 제약 세데스 (2014년 12월 ~ )
- 지유 (2015년 3월 ~ )
- 닛신 야키소바 U.F.O. (2015년 3월 ~ )
- 존슨앤드존슨 〈원데이 아큐브 디파인 모이스트〉 (2015년 7월 ~ )
- NTT SOLMARE 〈코믹 시모아〉 (2016년)

### 광고
- 쇼가쿠칸 분코 2010 가을 페어 (2010년)
- 사만사 타바사 재팬 리미테드 사만사 뮤즈 (2011년 ~ )
- AOKI 레이디스 슈트 (2011년 ~ )
- SA·KU·RA -PREMIUM- 카탈로그 (2011년 ~ )
- 토카이 호쿠리쿠 지방 국보 연합회 포스터 (2013년)
- 경시청 전국 교통 안전 운동 포스터 (2015년)

### 뮤직 비디오
- moumoon 〈YAY〉 (2010년)
- CLIFF EDGE 〈Endless Tears feat.나카무라 마이코〉 (2011년)
- NERDHEAD 〈Tomorrow feat.hiroko from mihimaru GT〉 (2012년)
- back number 〈솜사탕〉 (2012년)

## 서적

### 잡지
- CanCam (2009년 12월호 ~ ) - 전속 모델